# Cine Yelmo
Cine Yelmo est une société espagnole d’exploitation de salles de cinéma fondée en 1981 par Ricardo Évole,.
En 2014, elle a 11,2 millions de spectateurs dans ses 37 complexes avec 414 salles dans 20 villes en Espagne et est le deuxième exploitant de salles de cinéma du pays. Elle est rachetée par le groupe mexicain Cinépolis en 2015.

## Complexes
En 2015, Yelmo Cines a des complexes dans 19 villes espagnoles :
- Alava
- Albacete
- Alicante
- Almeria
- Badajoz
- Barcelone
- Cadix
- Gijón
- La Corogne
- La Rioja
- Las Palmas
- Madrid
- Malaga
- Oviedo
- Pontevedra
- Santa Cruz de Tenerife
- Saragosse
- Tarragone
- Valence
- Biscaye